# SSAB AG
SSAB AG Bacău este o companie de construcții specializată în producția și montajul de structuri metalice din România.
Compania a fost înființată în 1990 de către Mihai Slic și Corneliu Saftiuc, de profesie ingineri constructori, și mai întâi a activat ca firmă de construcții, iar în 2000 a început producția de structuri metalice.
Număr de angajați în 2010: 250
Cifra de afaceri în 2009: 6 milioane euro